# Lost River (Californie)
Pour les articles homonymes, voir Lost River.
La rivière Lost (Lost River en anglais, littéralement « Rivière Perdue ») est une rivière qui s'écoule dans les États de Californie et de l'Oregon aux États-Unis.

## Description
La rivière s'écoule au nord de la Californie et au sud-ouest de l'Oregon sur une distance de près de 130 km. Elle s'écoule sur un plateau volcanique à l'est de la chaîne des Cascades. Ses eaux permettent d'irriguer de nombreuses exploitations agricoles de la région.
La rivière nait de la réunion dans la forêt nationale de Modoc de deux affluents, le bras Nord (North Fork Lost River) et le bras Sud (South Fork Lost River). Chacun de ces affluents fait un peu plus de 30 km de long et ils s'écoulent en direction de l'ouest. Ils confluent à l'est du Clear Lake Reservoir où ils se jettent par la suite. De là, la rivière s'écoule vers le nord et entre en Oregon avant de se rediriger vers la Californie au sud-est de Klamath Falls. La rivière entre alors dans le Tule Lake. Avant d'arriver dans le lac, une grande partie des eaux sont utilisées par des systèmes d'irrigation agricoles tout comme les eaux du proche fleuve Klamath.